# 春麗の淡き光に -朱天童子異聞-
『春麗の淡き光に』-朱天童子異聞-（しゅんれいのあわきひかりに　しゅてんどうじいぶん）は宝塚歌劇団のミュージカル作品。雪組公演。
形式名は「宝塚ミュージカル・ロマン」。宝塚・東京は15場。
作・演出は植田紳爾。併演作品は『Joyful!!』。
雪組トップコンビ・朝海ひかると舞風りらの大劇場お披露目公演となる。

## 公演期間と公演場所
- 2003年1月1日 - 2月4日（新人公演：1月21日）　宝塚大劇場[1]
- 2003年3月28日 - 5月4日（新人公演：4月8日）　東京宝塚劇場[2]
- 2003年6月21日 - 7月13日　全国ツアー[3]

全国ツアーの公演日程
- 6月21日・6月22日　イズミティ21（仙台市）
- 6月23日　名取市文化会館（宮城県）
- 6月25日　岩手県民会館
- 6月26日　二戸市民文化会館（岩手県）
- 6月28日　郡山市民文化センター（福島県）
- 6月29日　會津風雅堂（福島県）
- 7月1日・7月2日　新潟県民会館
- 7月4日　桐生市市民文化会館（群馬県）
- 7月5日　宇都宮市文化会館（栃木県）
- 7月6日　大宮ソニックシティ（さいたま市）
- 7月8日・7月9日　アクトシティ浜松（静岡県）
- 7月11日　川口総合文化センター（埼玉県）
- 7月12日・7月13日　市川市文化会館（千葉県）

## スタッフ
※名前の後ろに「宝塚」「東京」「全国ツアー」の文字がなければ全公演共通。
- 作曲・編曲：吉田優子、寺田瀧雄
- 作曲：小川寛興
- 編曲：鞍富真一
- 音楽指揮：佐々田愛一郎（宝塚・全国ツアー）、伊澤一郎（東京）
- 振付：花柳芳次郎
- 殺陣：菅原俊夫
- 装置：関谷敏昭
- 衣装：所治海
- 照明：勝柴次朗
- 笛：藤舎名生
- 題字：望月美佐
- 音響：加門清邦
- 小道具：田中武彦
- 効果：切江勝
- 演技指導：美吉左久子
- 演出助手：大野拓史、鈴木圭
- 振付助手：朝みち子
- 装置補：広森守
- 舞台進行：日笠山秀観（宝塚・全国ツアー）、森田智広（東京）
- 舞台美術製作：株式会社宝塚舞台
- 演奏：宝塚オーケストラ（宝塚・全国ツアー）
- 演奏コーディネート：新音楽協会（東京）
- 制作：村上信夫（宝塚）、樫原幸英（東京）
- 演出担当（新人公演）：大野拓史

## 主な配役

### 宝塚・東京
※「（）」の文字は新人公演。
- 藤原保輔、藤原保昌 - 朝海ひかる（音月桂）[1][2]
- 若狭 - 舞風りら（山科愛）[1][2]
- 源頼光 - 貴城けい（聖れい）[1][2]
- 藤原兼家 - 汝鳥伶（奏乃はると）[1][2]
- 北の方 - 飛鳥裕（澪うらら）[1][2]
- 壬生内侍 - 灯奈美（汐夏ゆりさ）[1][2]
- 野依知親 - 未来優希（天勢いづる）[1][2]
- 鬼童丸 - 立樹遥（宙輝れいか）[1][2]
- 源頼信 - 壮一帆（凰稀かなめ）[1][2]
- 忍 - 愛耀子（舞咲りん）[1][2]

### 全国ツアー
- 藤原保輔、藤原保昌 - 朝海ひかる[3]
- 若狭 - 舞風りら[3]
- 藤原兼家 - 飛鳥裕[3]
- 野依知親 - 未来優希[3]
- 源頼光 - 天希かおり[3]
- 源頼信 - 音月桂[3]
- 忍 - 愛耀子[3]
- 鬼童丸 - 麻愛めぐる[3]